# 열린TV 열린세상
《열린TV 열린세상》은 매주 일요일 밤 12시 20분 ~ 1시 20분에 방송되는 MBN의 옴부즈맨 프로그램이다.

## 기획 의도
MBN의 옴부즈맨 프로그램 시청자들의 날카로운 시선을 통해 기존 프로그램을 재평가해보고 현장에서 발로 뛰는 제작진의 솔직한 이야기를 통해 더 나은 프로그램을 만들어가고자 노력하고 있다.

## 방송 시간
- 매주 일요일 밤 12시 20분 ~ 1시 20분

## 같이 보기
- 탐나는 TV (MBC TV)
- 열린 TV 시청자 세상 (SBS TV)
- TV비평 시청자데스크 (KBS 1TV)
- 채널A 시청자 마당 (채널A)
- 열린비평 TV를 말하다 (TV조선)
- 시청자 의회 (JTBC)
- YTN 시민데스크 (YTN)
- 미디어 공감 좋은TV (OBS경인TV)
- 바로보는TV 옴부즈맨 (연합뉴스TV)
- 클릭 KNN 시청자 세상 (KNN)
- 열린TBC (TBC)
- 열린 TV 시청자세상 (kbc)
- G1 열린 TV 시청자 세상 (G1방송)